# Капітан Бєлоусов (криголам)
ГС-82 — це дизель-електричне судно балтійського типу, потужністю в 10500 кінських сил, побудоване в 60-ті роки на Гельсінкській верфі «Wärtsilä» (Вяртсиля).  Названо на честь Михайла Прокоповича Бєлоусова (1904 -1946) видатного капітана далекого плавання, керівника Арктичного флоту. 
Був обстріляний окупаційними військами Россії, в ніч з 7 на 8 квітня 2022 року. Внаслідок обстрілу одна людина загинула, ще декількох було поранено.

## Історія
Криголам вийшов на траси Північного морського шляху в 1955 році. 
У 1957 році в складних льодових умовах отримав пошкодження гвинтів і став на зимівлю в льодах у районі Тіксі. Гвинти були змінені на плаву за час зимівлі. 
До 2004 року криголам належав Азовському морському пароплавству. У 2009 році за рахунок Маріупольського торгового порту була здійснена реновація криголама, в ході якої були встановлені шість нових дизель-генераторів.
Щорічно під час зимової навігації криголам "Капітан Білоусов" забезпечує прохід караванів суден каналом Вугільної гавані й Азовського моря.

## Галерея

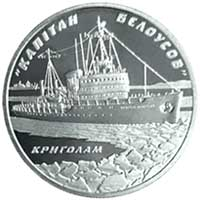
Монета Капітан Бєлоусов
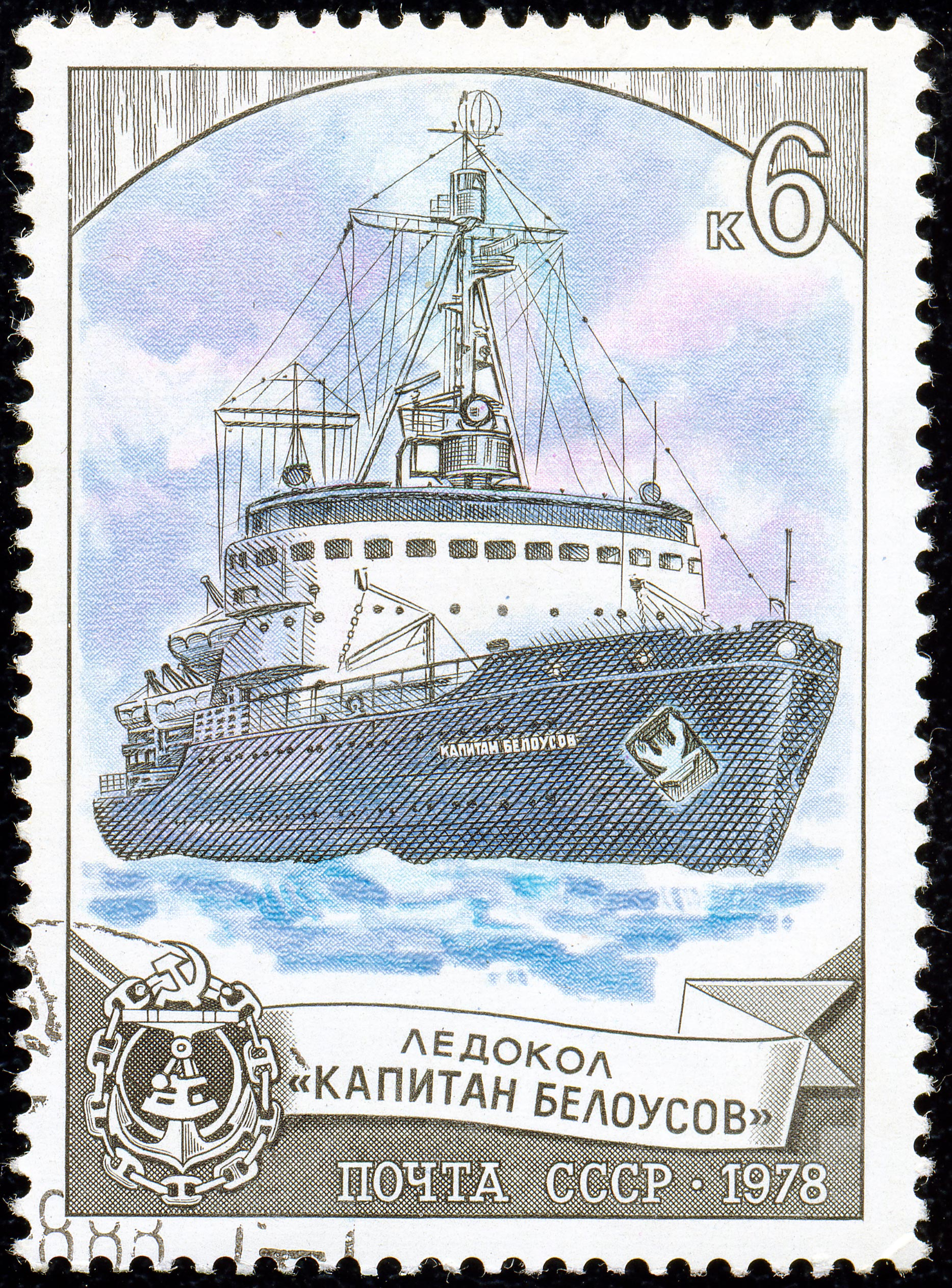
Поштова марка СРСР
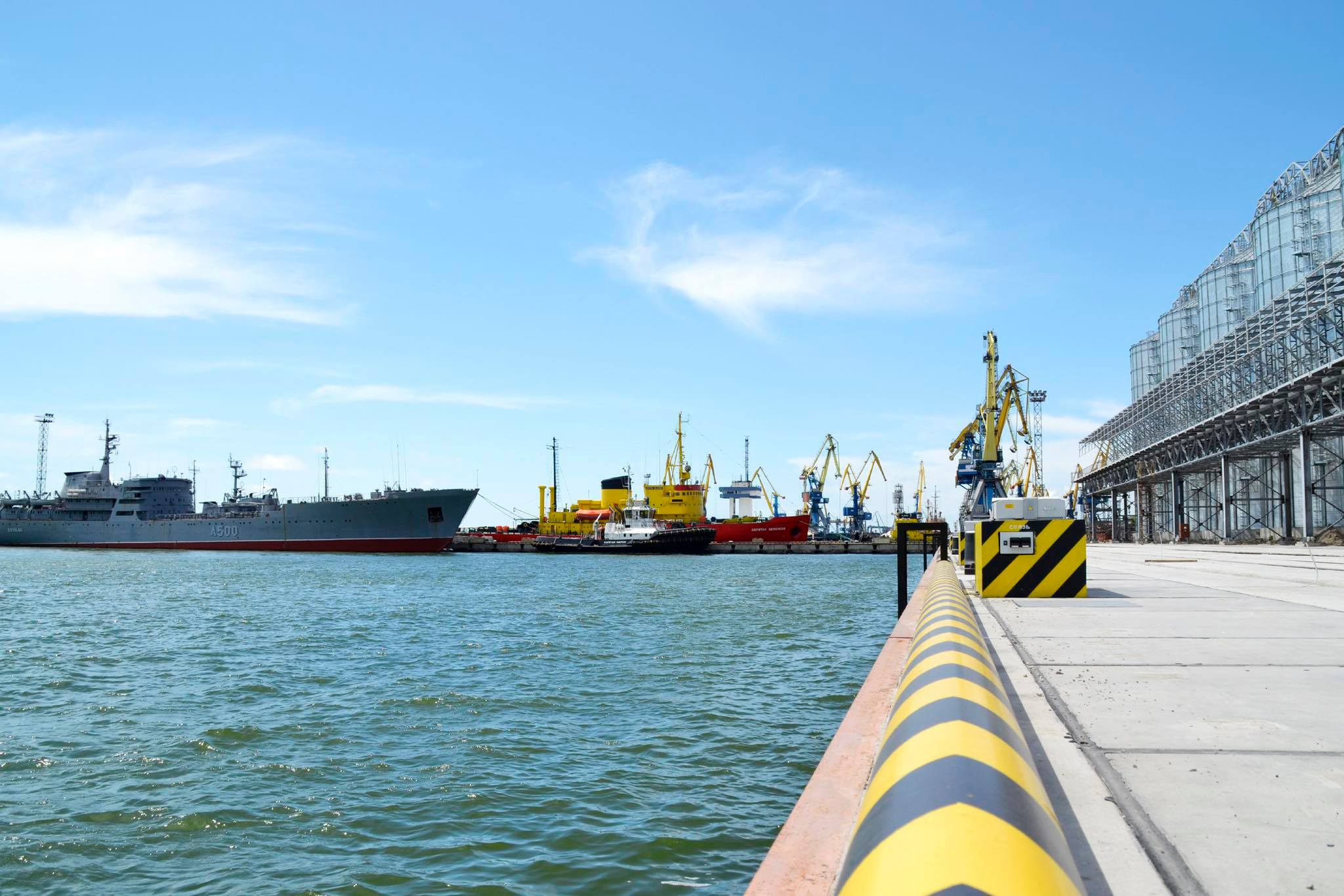
Капітан Бєлоусов в порту Маріуполя